# حمزة خاني (كاكان)
حمزة خاني (بالفارسية: حمزه خانی) هي منطقة سكنية تقع في إيران في قسم کاکان الريفي. يقدر عدد سكانها بـ 258 نسمة بحسب إحصاء 2016.